# Ichthyborus besse
Ichthyborus besse es una especie de peces de la familia Citharinidae en el orden de los Characiformes.

## Subespecies
- Ichthyborus besse besse  (Joannis, 1835
- Ichthyborus besse congolensis (Giltay, 1930.[1][2]